# کاوایی
کاوایی (انگلیسی: Kawai) شرکت تجهیزات موسیقی ژاپنی است، که در سال ۱۹۲۷ توسط کوئیچی کاوایی تأسیس شد.